# Хилл, Эмма
Матильда «Эмма» Хилл (англ. Matilda «Emma» Hill), в замужестве Эмма Мэдокс Браун (англ. Emma Madox Brown) (ок. 1829—1890) — натурщица и вторая жена художника-прерафаэлита Форда Мэдокса Брауна.

## Биография
Эмма Хилл родилась около 1829 года в семье бедного каменщика и не получила даже минимального по тем временам образования. Около 1848 года Эмма становится натурщицей, а вскоре любовницей художника Форда Мэдокса Брауна, к тому времени — вдовца с маленькой дочерью. В то время она, вероятно, использовала девичью фамилию своей матери, поскольку Браун в своих дневниках упоминает Эмму под фамилией Стоун. Первый ребенок пары, дочь Кэтрин, родилась в 1850 году вне брака. Браун, возможно, откладывал женитьбу на девушке из-за своих финансовых трудностей, а также из-за социального неравенства между ним и Эммой. Чтобы стать подходящей женой для художника, Эмма в 1852 году посещала школу для юных леди. В апреле 1853 года пара поженилась в Церкви святого Дунстана в Лондоне. Свидетелями на свадьбе были двое друзей художника из Братства прерафаэлитов — Данте Габриэль Россетти и Томас Седдон. 
Судя по дневникам, которые Браун вел всю жизнь, они с Эммой любили друг друга, хотя и часто ссорились. Второй ребенок пары, Оливер Мэдокс Браун, больше известный под домашним прозвищем Нолли (англ. Nolly) родился в 1855 году. Его смерть от сепсиса в молодом возрасте тяжело потрясла родителей. Третий ребенок, сын Артур, родившийся в 1856 году, умер в возрасте десяти месяцев. Таким образом, из всех детей Эммы, выжила только старшая дочь Кэтрин. 
В 1872 году на свадьбе дочери Эмма подхватила инфекцию и несколько месяцев тяжело болела. Это совпало с кризисом в жизни Данте Габриэля Россетти, друга Брауна, и с приступами подагры у самого Брауна. После смерти младшего сына Эмма пристрастилась к алкоголю. 
Эмма умерла в 1890 году после «долгой и тяжелой» болезни.

## Картины
Наброски и портреты:

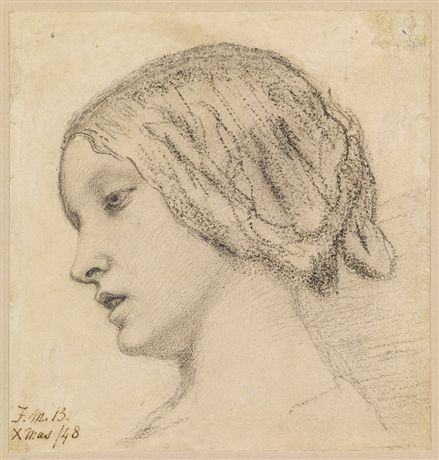
Вероятно, самый ранний набросок Эммы, сделанный Брауном для «Короля Лира», 1848
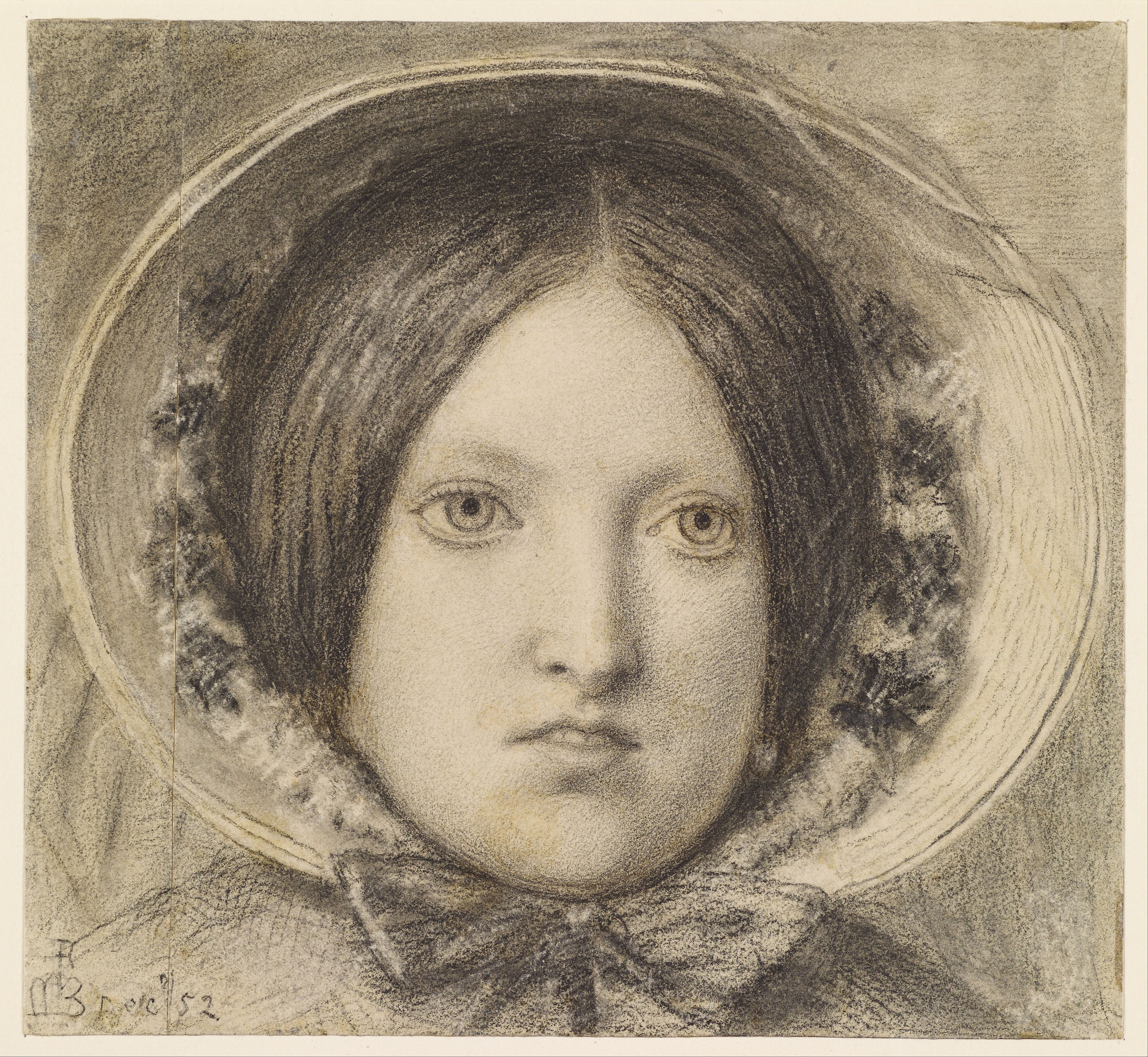
Портрет Эммы в капоре, 1852
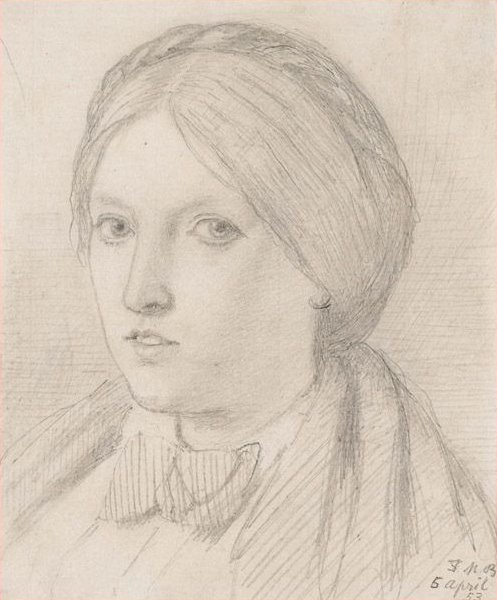
Карандашный набросок Эммы, 1853
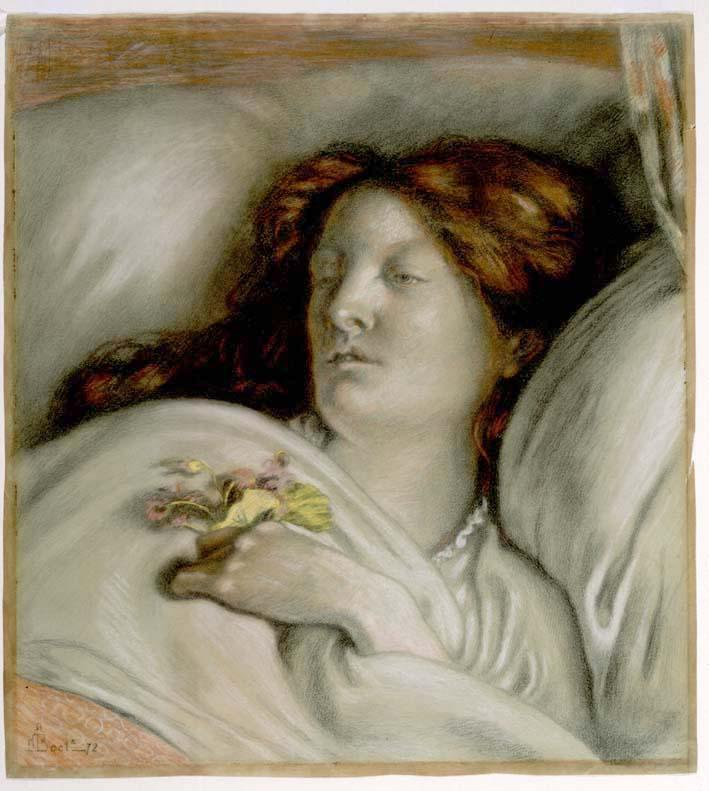
Пастельный портрет Эммы во время болезни, 1872

Жанровые картины:

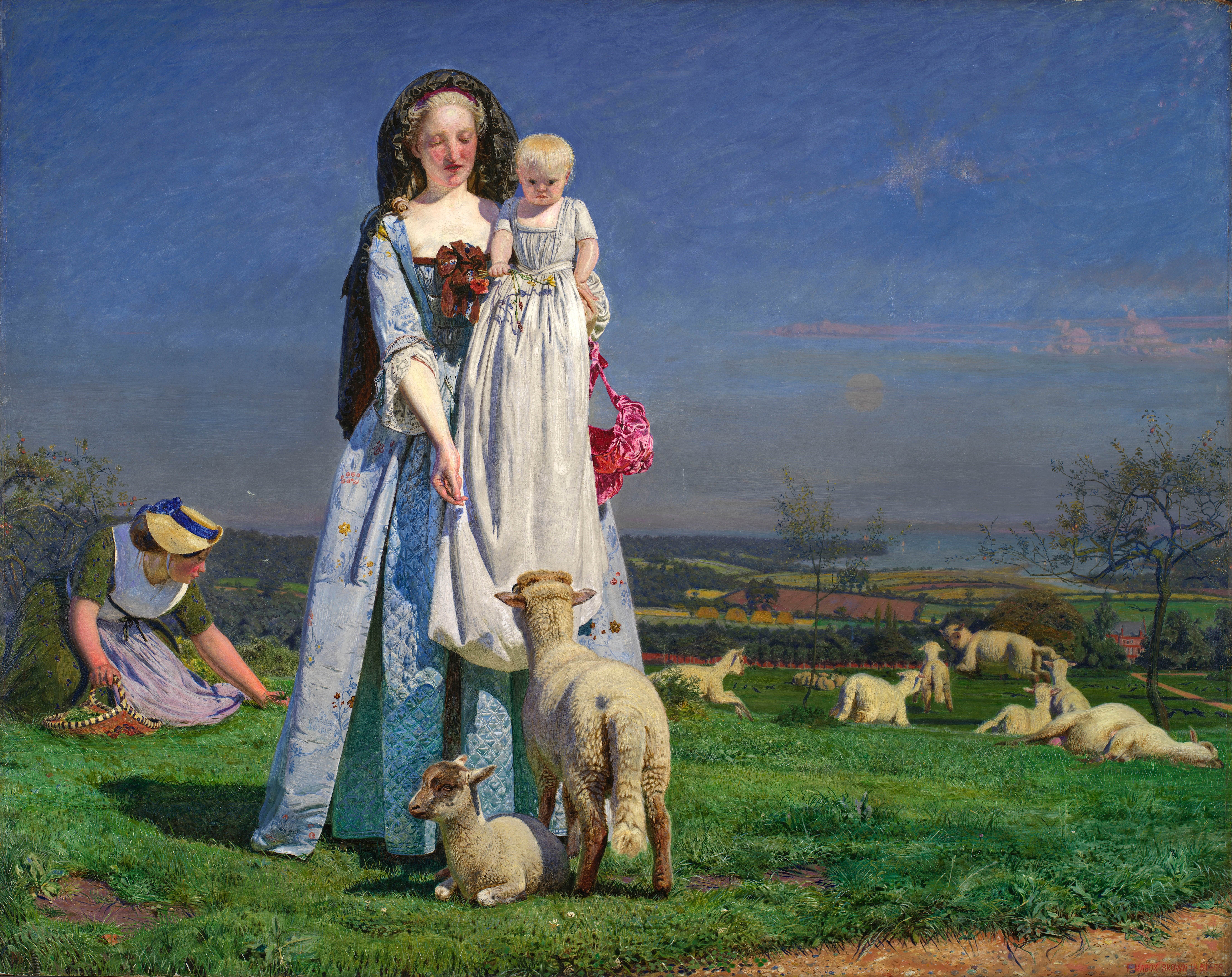
Милые барашки[4]; Эмма с дочерью Кэтрин
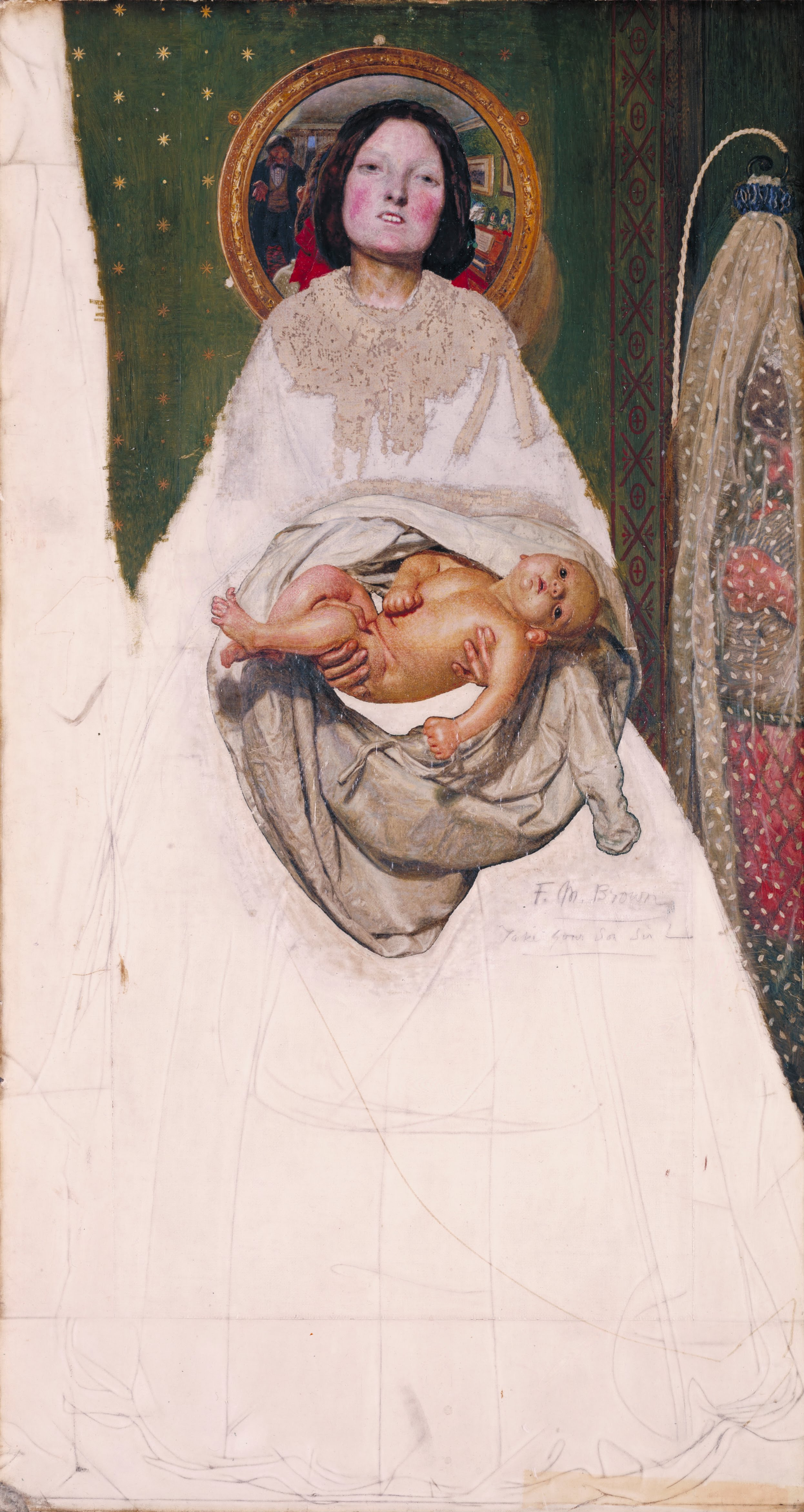
Возьмите своего сына, сэр!, 1851—56 (не закончена)
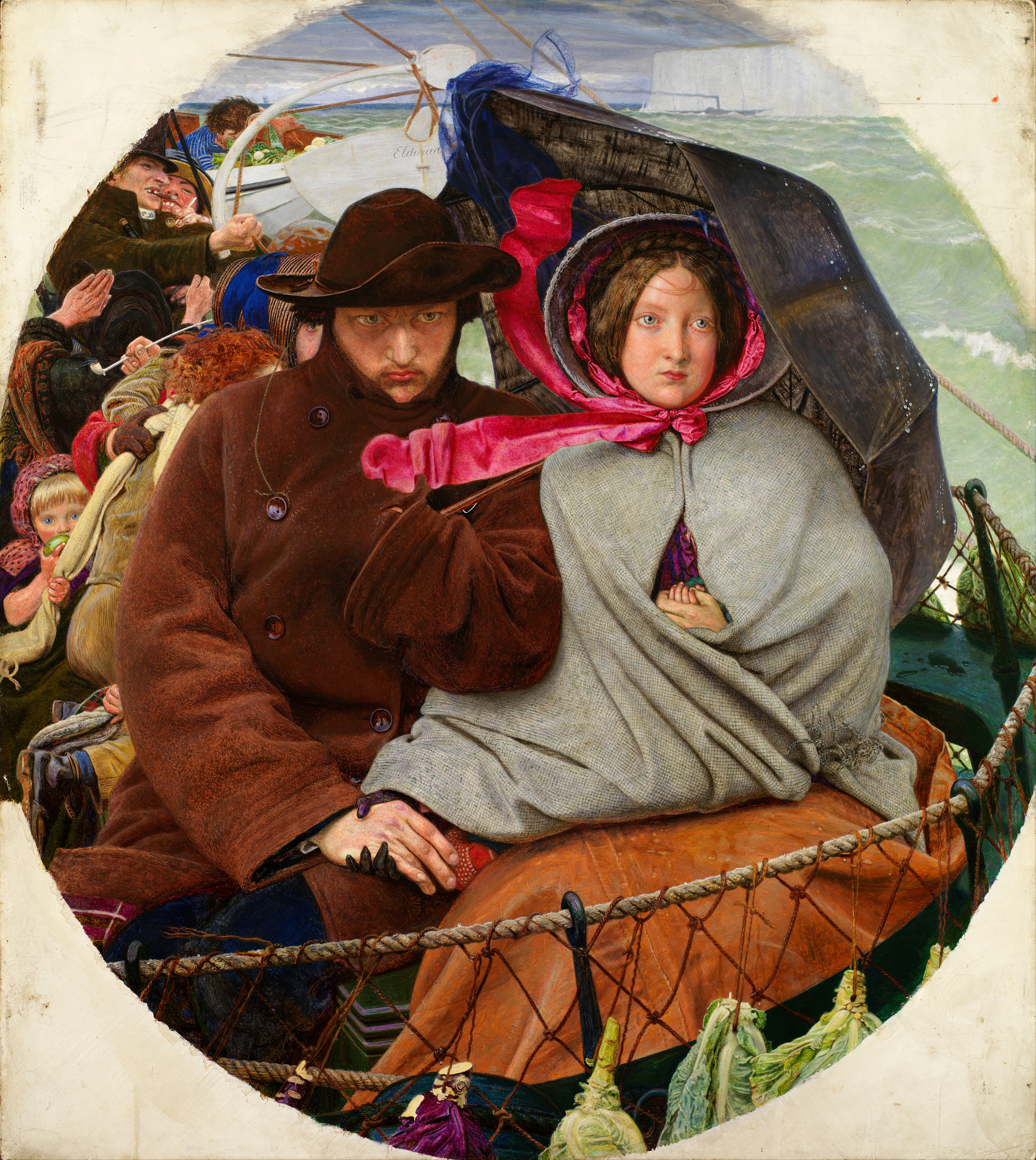
Прощание с Англией, 1855